# John Oballa Owaa
John Oballa Owaa (ur. 28 sierpnia 1958 w Ahero) – kenijski duchowny rzymskokatolicki, od 2012 biskup Ngong.

## Życiorys
Święcenia kapłańskie przyjął 28 sierpnia 1986 i został inkardynowany do archidiecezji Kisumu. Pracował głównie jako duszpasterz parafialny, był także m.in. administratorem ds. finansowych (1999-2001) oraz wikariuszem generalnym archidiecezji (2004-2010). W 2010 został rektorem krajowego seminarium w Nairobi.
7 stycznia 2012 został prekonizowany biskupem Ngong. Sakry biskupiej udzielił mu 14 kwietnia 2012 kard. John Njue.